# Лозове (Куп'янський район)
Лозове́ — село в Україні, у Великобурлуцькій селищній громаді Куп'янського району Харківської області. Населення становить 11 осіб. До 2020 року орган місцевого самоврядування — Новоолександрівська сільська рада.

## Географія
Село Лозове розташоване за 87 км від обласного центру та 42 км від районного центру, поруч з витоком річки Сухий Бурлук (на території села є декілька загат). За 2 км розташовані найближчі  села Красне та Полковниче.

## Історія
Село засноване 1699 року. 
12 червня 2020 року, відповідно до розпорядження Кабінету Міністрів України № 725-р «Про визначення адміністративних центрів та затвердження територій територіальних громад Харківської області», Новоолександрівська сільська рада об'єднана з Великобурлуцькою селищною громадою.
19 липня 2020 року, в результаті адміністративно-територіальної реформи та ліквідації Великобурлуцького району, село увійшло до складу Куп'янського району.
З 24 лютого 2022 року, в ході російського вторгнення в Україну, село перебувало під тимчасовою російською окупацією.
27 липня 2022 року, під Слобожанського контрнаступу, село Лозове звільнено Збройними силами України від російських окупантів.(Слобожанський контрнаступ розпочався 06 вересня 2022 року)